# Ljungby kyrka, Kronobergs län
Ljungby kyrka är en kyrkobyggnad i Ljungby i Kronobergs län. Den tillhör Ljungby församling, Sunnerbo kontrakt i Växjö stift.

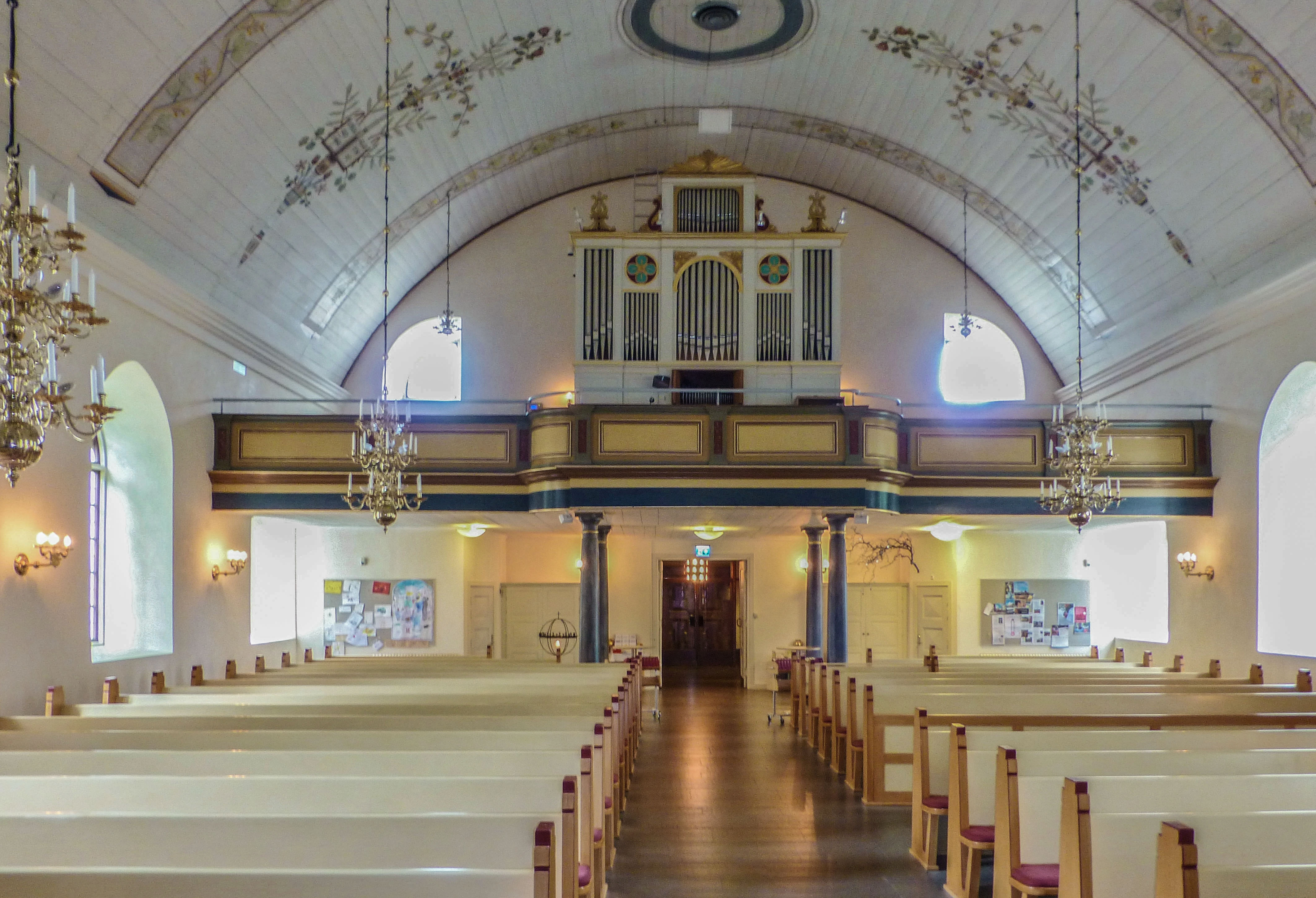
Kyrkorummet med orgelläktaren

## Historia
Det fanns tidigare en medeltida kyrka från 1200-talet, möjligen 1100-talet. Den kyrkan låg på Ljungby gamla kyrkogård bakom nuvarande prästgård och var i byggnadsstil och form identisk med Kånna kyrka.

## Kyrkobyggnad
Ljungby kyrka byggdes 1858–1859 i tidstypisk stil. Kyrkan invigdes 8 september 1861 av biskop Henrik Gustaf Hultman, Växjö. 
Den nya kyrkan fick ett centralt läge där den gamla Lagastigen mötte den från öster kommande vägen, nuvarande Storgatan. Den nybyggda kyrkan var fattig på konstnärliga utsmyckningar och inventarier. De inventarier som fick komma med från den gamla kyrkan var i stort sett bara den medeltida dopfunten och golvuret från 1700-talet.

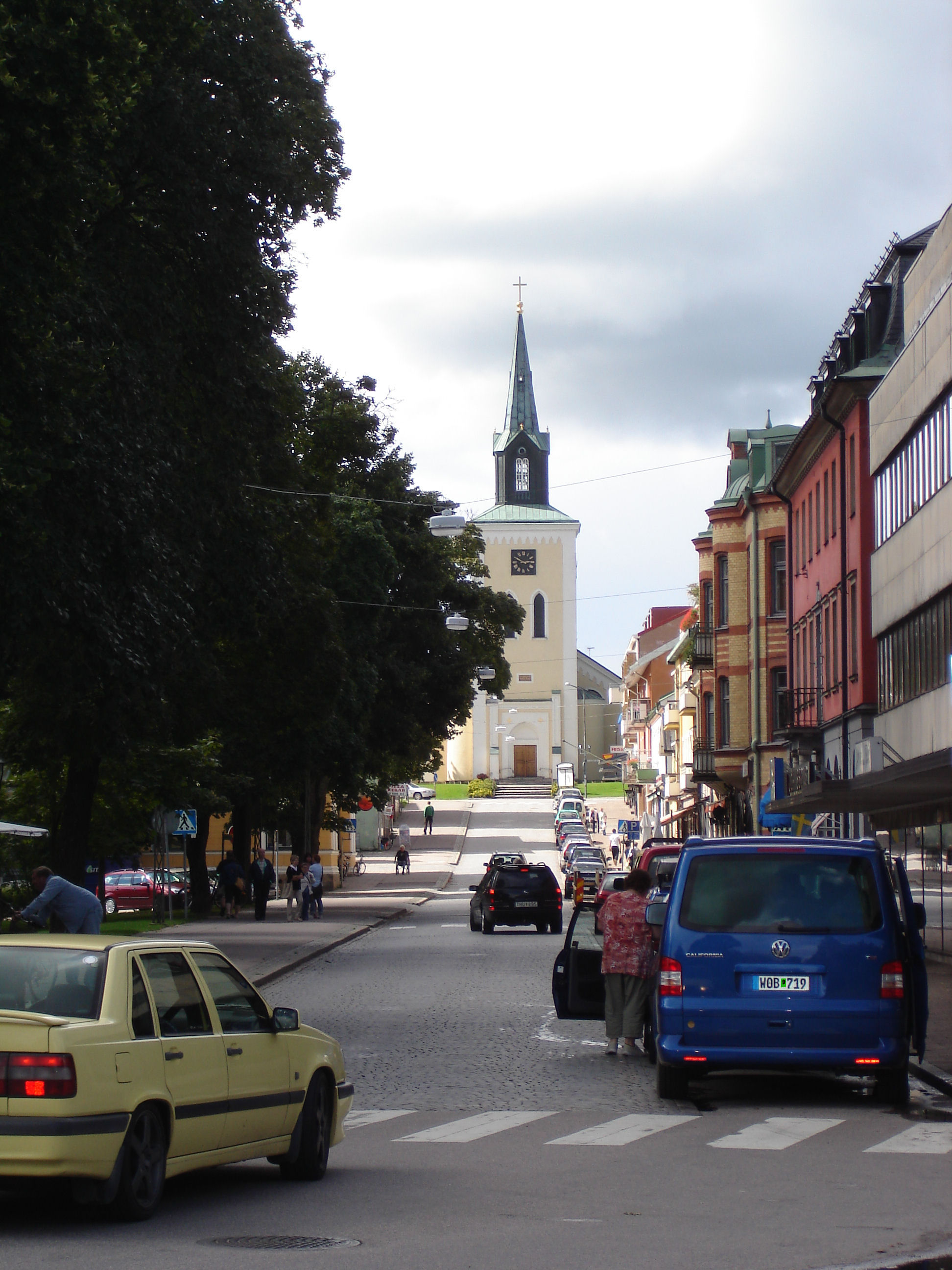
Storgatan i Ljungby, mot kyrkan

Ritningar till den nya kyrkan i historieserande blandstil  framställdes troligen av   Albert Törnquist vid  Överintendentsämbetet.   Enligt den tidens smak skulle kyrkorummet vara öppet och ljust. Kyrkobyggnaden uppfördes av  sten ,spritputsades och avfärgades i en ockragul kulör med vit puts i omfattningarna. Den består av ett rektangulärt långhus med ett rundformat kor i väster och tornbyggnad i öster. Tornet är utfört  med en  avslutande lanternin och en spira krönt av ett kors 
Under årens lopp har kyrkan renoverats fyra gånger. Inte minst har interiören kraftigt förändrats.   
Vid förra sekelskiftet omkring år1899-1900 tillkom de tre vackra korfönstren. De är tillverkade efter förlagor av konstnären Reinhold Callmander, Göteborg. Korfönstren föreställer till vänster Moses och David, i mitten 
Jesus i Getsemane och till höger Petrus och Paulus. De tillverkades av Svenska Glasmåleri AB, Göteborg.
Vid renovering 1926 utfördes omfattande takmålningar under ledning av konstnären Alf Munthe och hans medhjälpare Alexander Roos.  Då tillkom de båda medaljongerna i taket, utförda av Alf Munthe. Motivet i medaljongen närmast koret återger Emmauslärljungarnas oväntade möte med den uppståndne. Den andra medaljongen bygger på en gammal kristen legend om den Helige Kristoffer, utrustad med ovanliga kroppskrafter. En dag skulle han bära ett barn över en flod men den kraftige mannen sviktar under bördan han bär och får då veta av barnet varför det känns så tungt: "Jag är den som burit världens alla synder". Kristoffer betyder också Kristusbärare. På takets sidor finns dekoration med blomstrande stavar. 
Kyrkan restaurerades grundligt 1964–1965 under ledning av arkitekt Kurt von Schmalensee. Den höga spiran krönt av ett kors tillkom vid renoveringen samtidigt som de runda urtavlorna byttes ut mot fyrkantiga. En en ny och större sakristia ersatte den ursprungliga i nordväst. Tornrummet försågs med glasmålningar i form   två smala fönster i färgat högbränt glas utförda av konstnären Jan Brazda. Interiört ersattes trägolvet mot kalksten. Den tidigare bänkinredningen byttes ut mot en ny. Koret förändrades genom att en altartriptyk i gyllene mosaik tillkom samt en ny flyttbar altarring. Predikstolen som tidigare hade uppgång från sakristian flyttades och försågs med trappor
Den senaste renoveringen ägde rum 1997–1998, sakristian om- och tillbyggdes, koret utökades och altaret frilades. Triumfkorset och träskulpturen Maria med Jesusbarnet kom tillbaka till kyrkan. Vid denna renoveringen utförde ljungbysonen Sven Ljungberg målning i form av balsaminer i sakristians mottagningsrum.

## Inventarier
- Dopfunt  i sandsten daterad till 1200-talet. Runt över kanten löper ett band av valvbågar och fabeldjur. Lammet med segerfanan  är inhugget.
- Träskulpturen Maria med Jesusbarnet från 1300-talet. Den forna färgprakten i rött, blått och grönt har gått förlorad.
- Triumfkrucifix från medeltiden med klöverbladskors.
- Altaruppsatsen kom på plats vid renoveringen 1964–1965. Den är utförd av ljungbysonen Sven Ljungberg och är en skimrande guldmosaik. Den skildrar Frälsarens sista vandring, Via dolorosa – smärtornas väg med sina fjorton stationer och krönt med uppståndelsens under.
- Predikstolen är från 1861. Vid uppgången till predikstolen finns 1–2 snidade figurer från 1700-talet som tillhört utsmyckningen i den gamla kyrkan.
- Ett golvur från 1753 tillverkat av Abraham Löfgren, Växjö. Ett inventarium från den gamla kyrkan.
- Mässhakar från 1791 respektive 1905. En mässhake från 1400-talet finns på länsmuseet.

## Bildgalleri

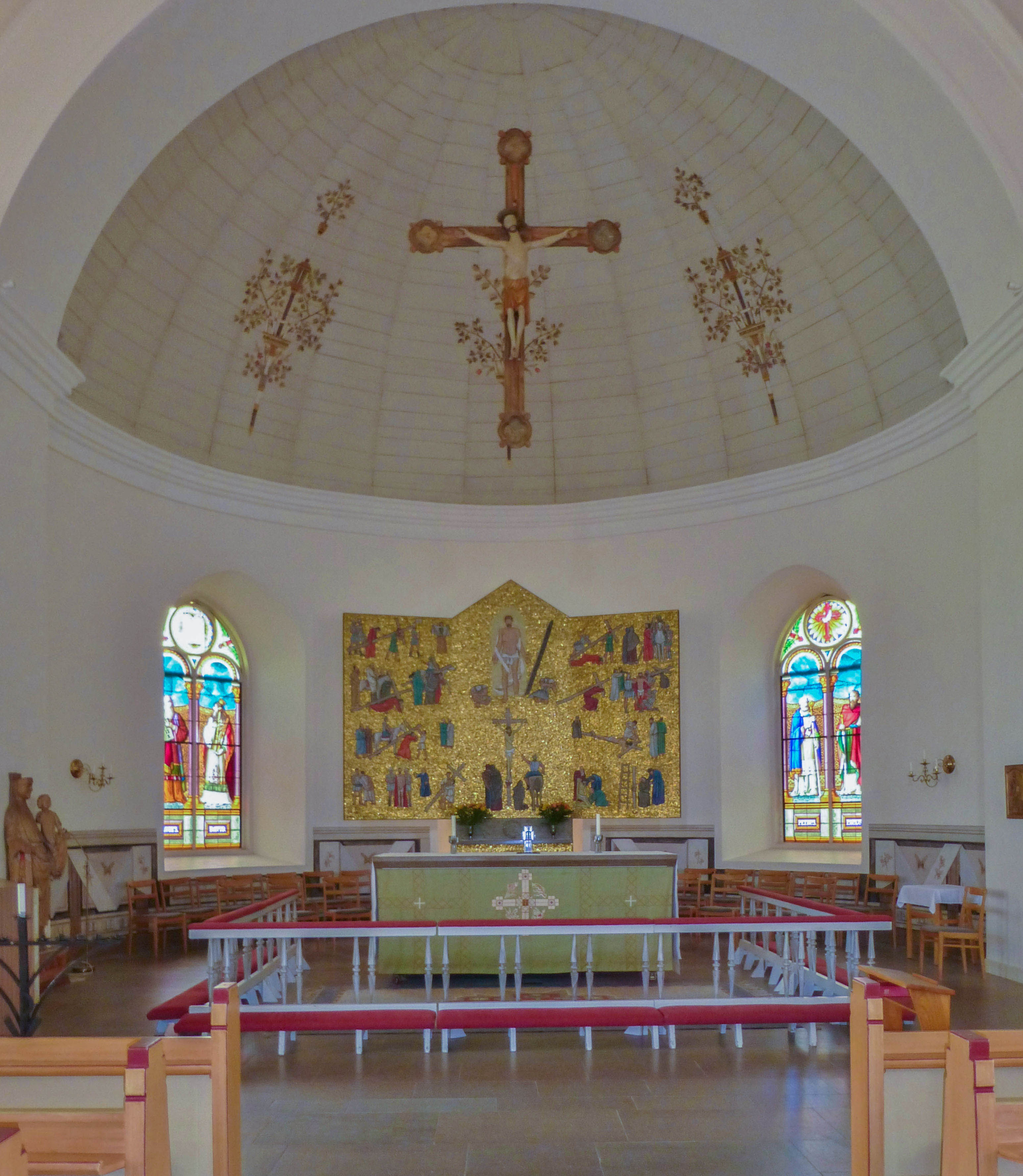
Koret.
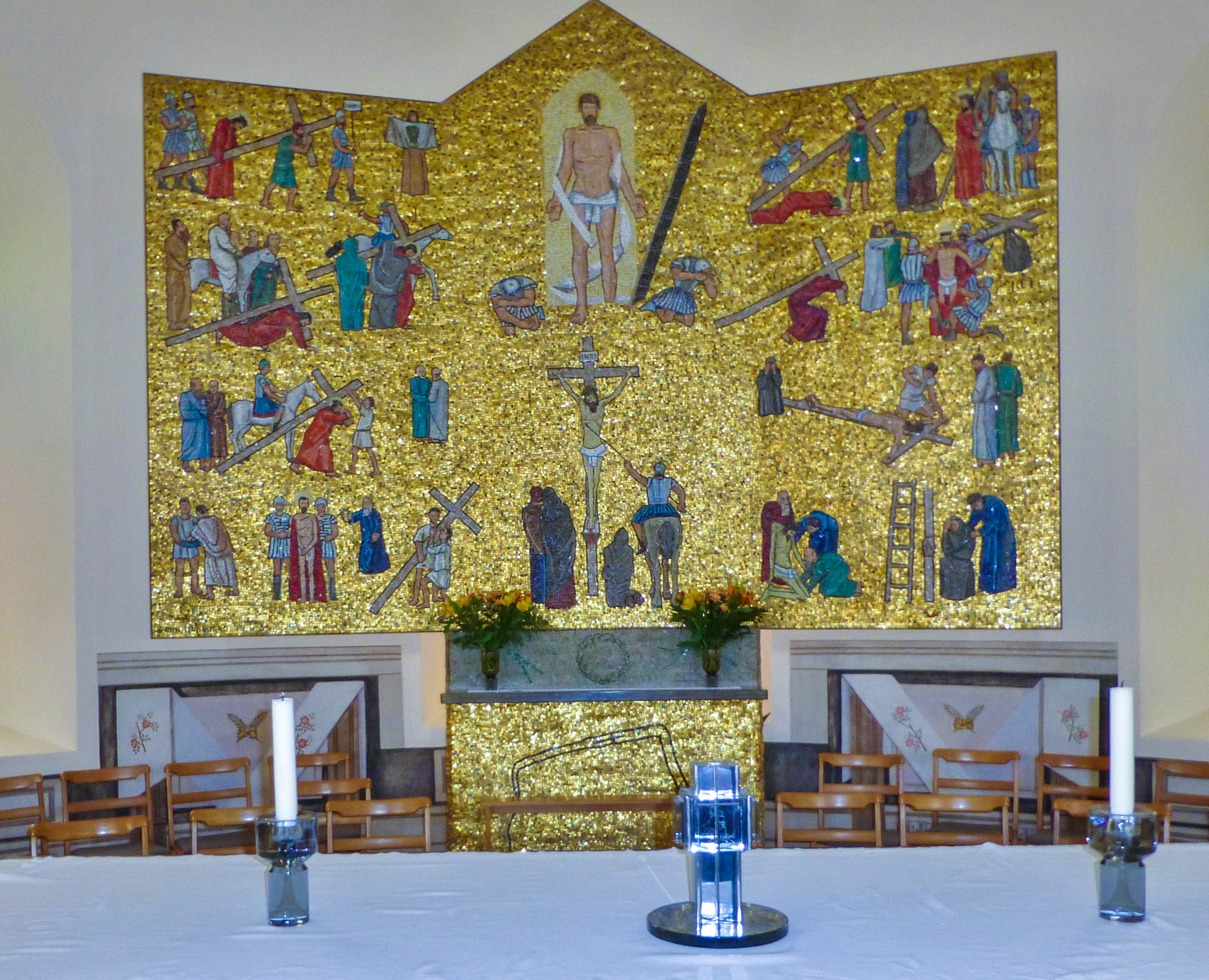
Sven Ljungbergs mosaik "Via dolorosa".
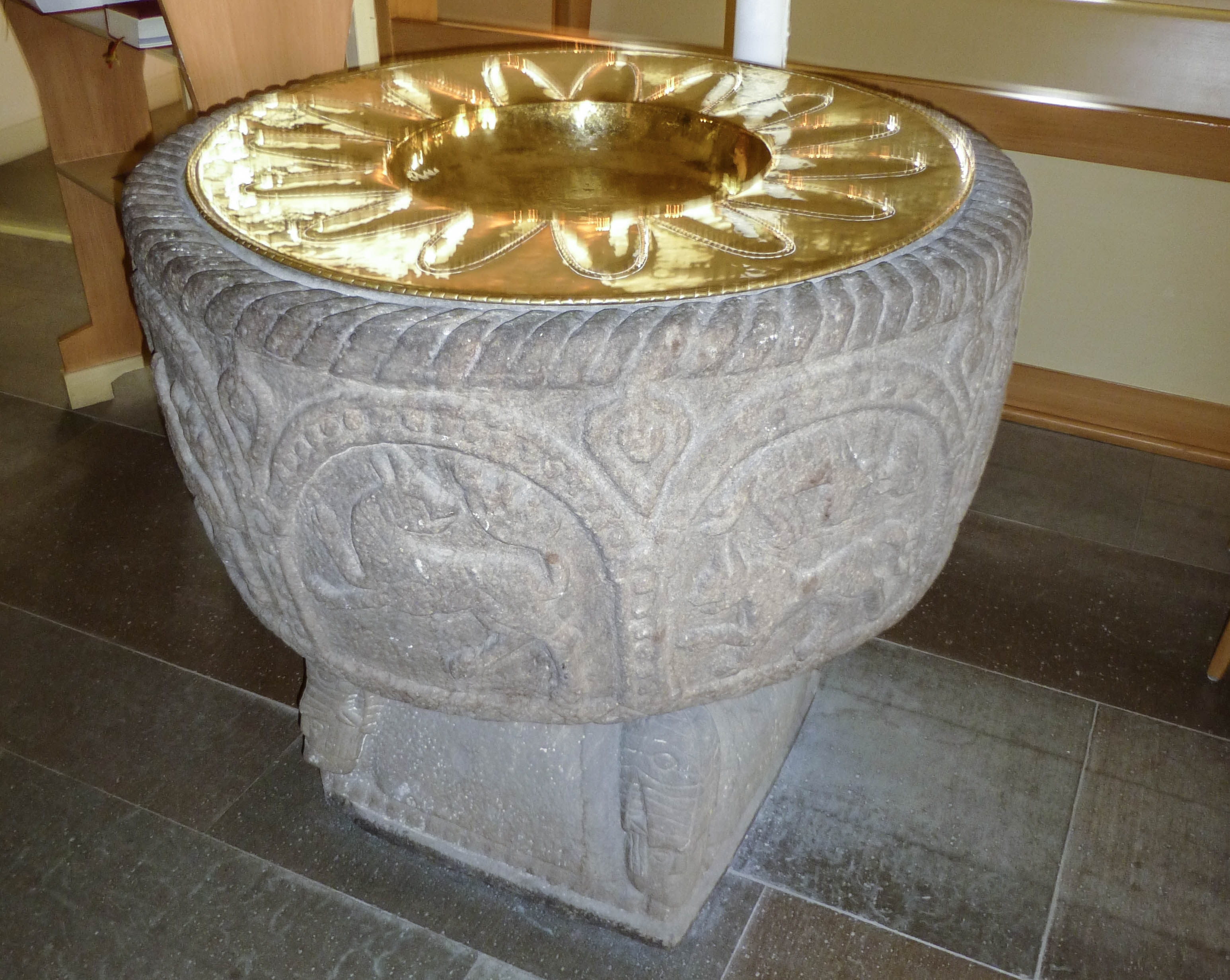
Fabeldjursfunt daterad till 1200-talet.
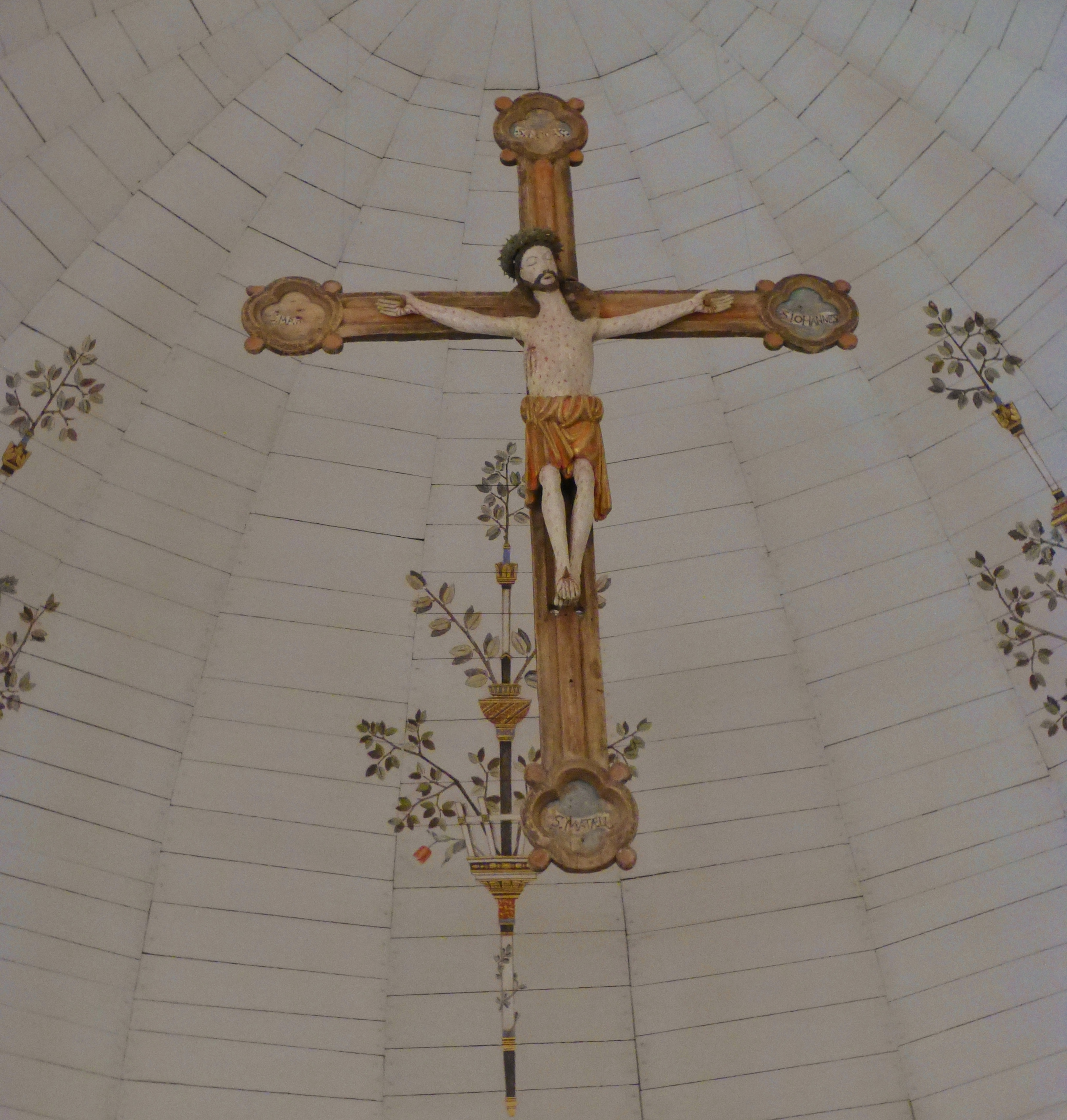
Medeltida triumfkrucifix.
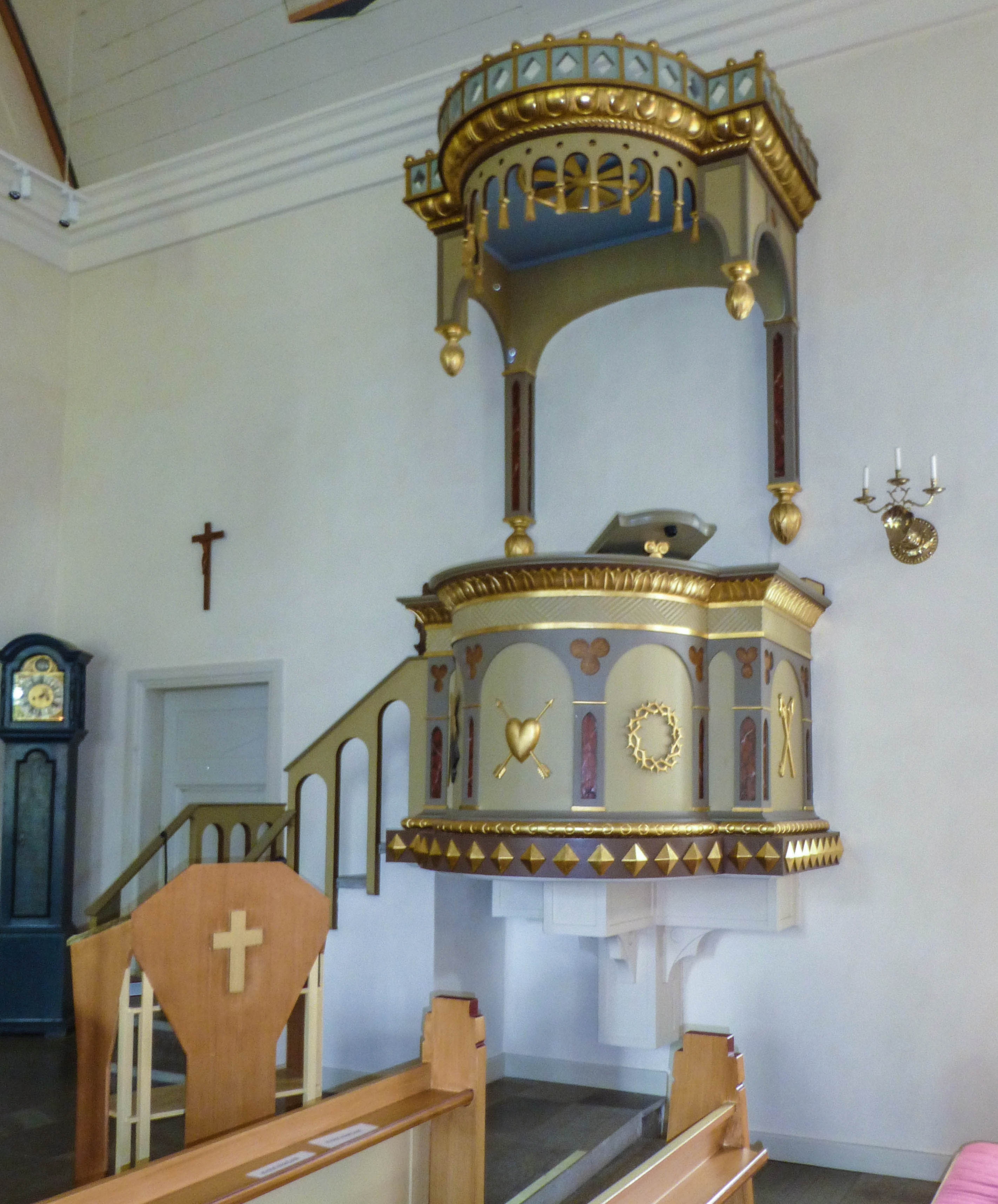
Predikstol och golvklocka.
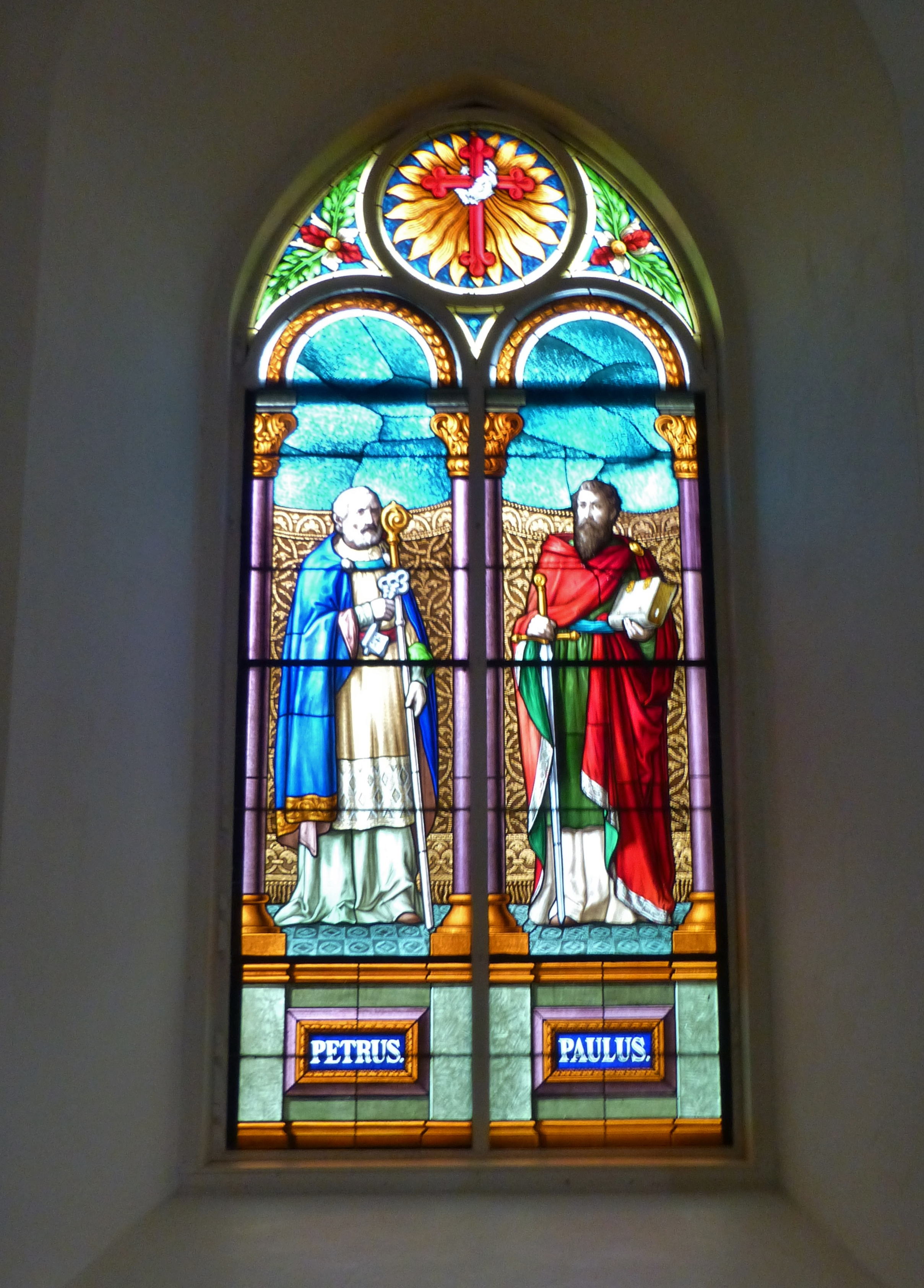
Korfönster
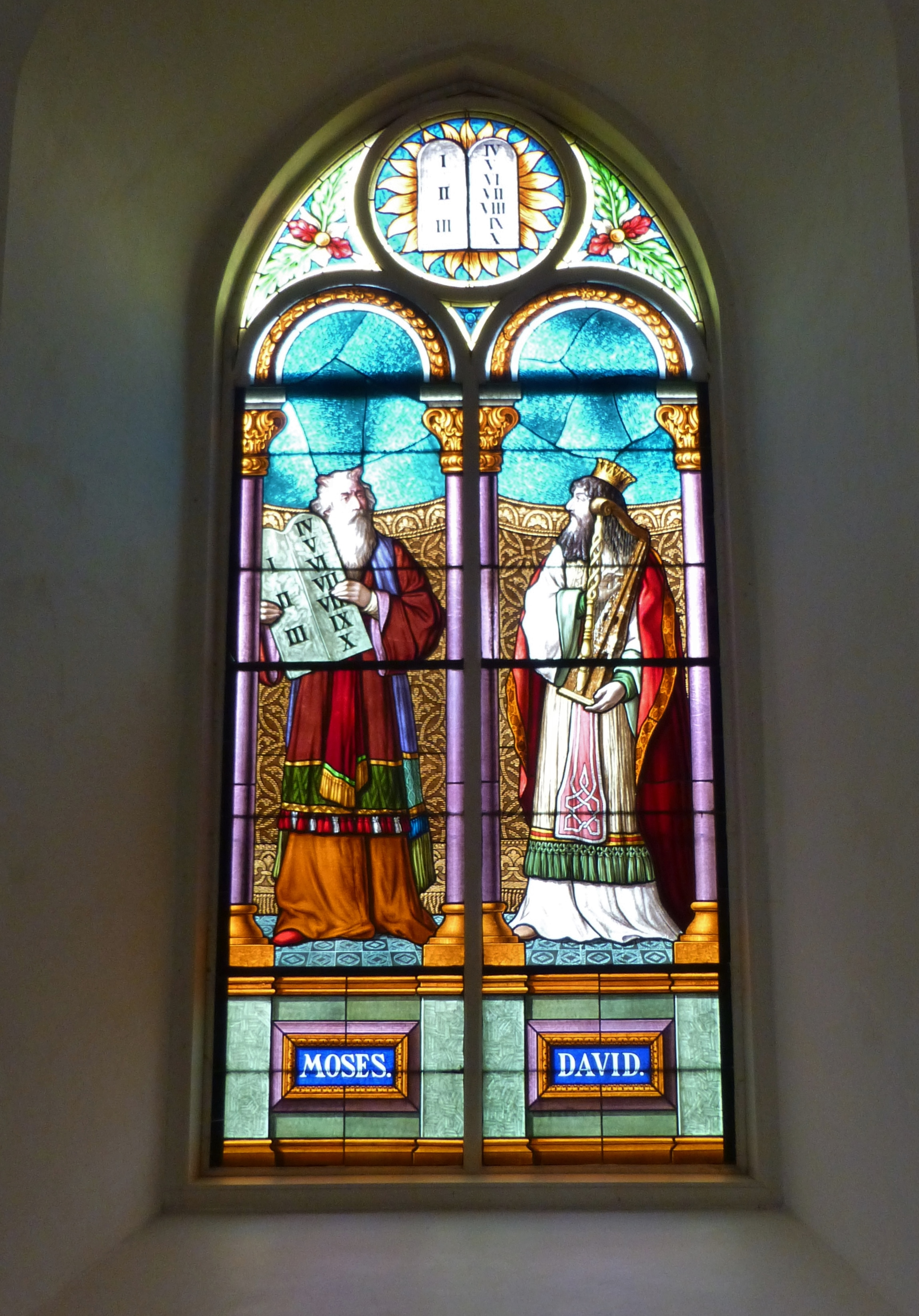

## Orglar[1]

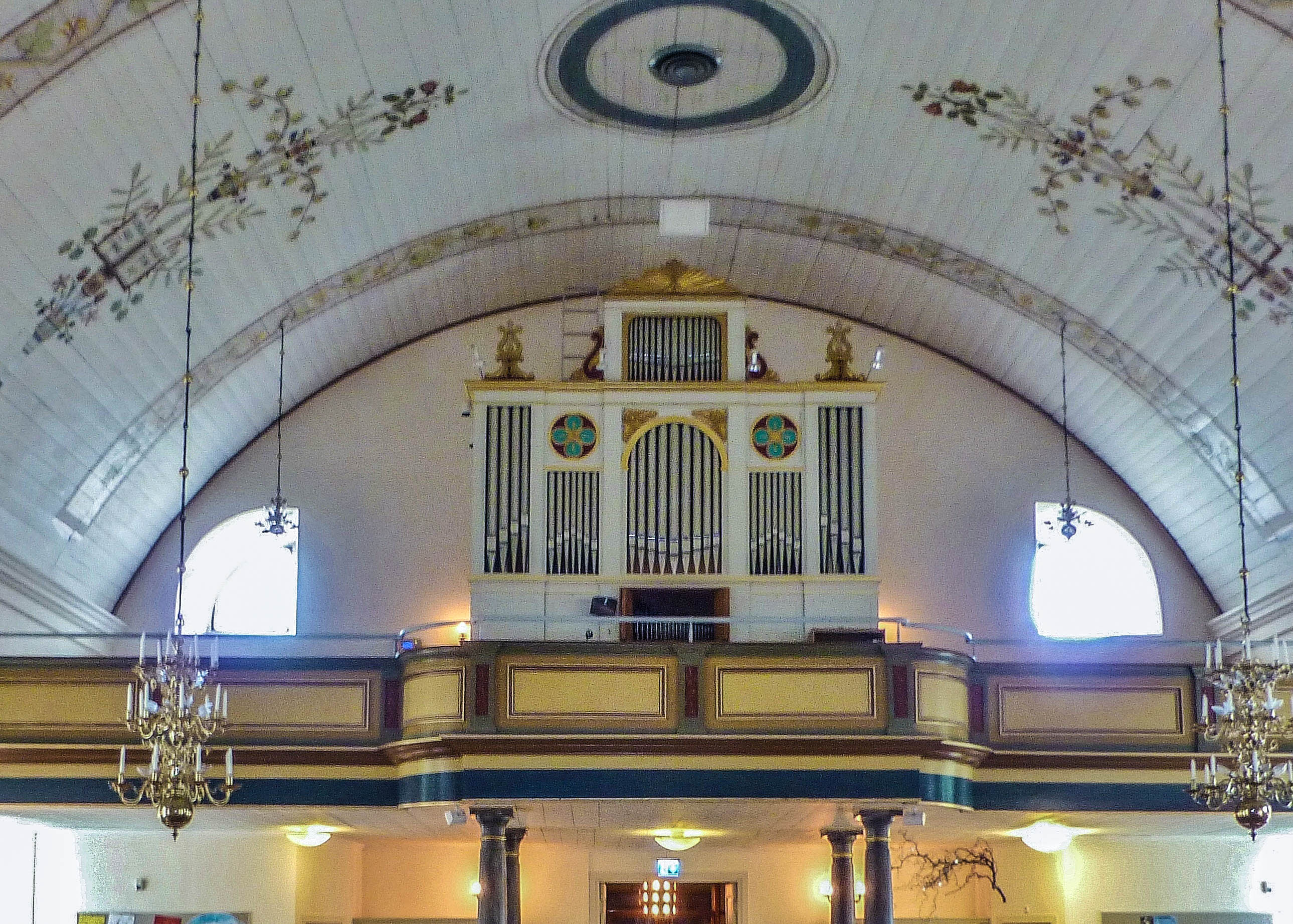
Orgeln med Elfströms fasad

- Den gamla orgeln var byggd 1873 av Carl Elfström, Ljungby och hade sjutton stämmor.
- En ny orgel med 23 stämmor byggd 1938 av John Grönvall Orgelbyggeri ersatte Elfströmsorgeln.
- Den senaste mekaniska orgelverket byggdes 1964–1965 av Tore Lindgren bakom 1938 års fasad.

| Öververk I     | Huvudverk II        | Bröstverk III  | Pedal              | Koppel |
| Gedackt 8´     | Principal 8´        | Gedackt 8´     | Subbas 16'         | I/P    |
| Fugara 8´      | Rörflöjt 8´         | Koppelflöjt 4´ | Principalbas 8'    | II/P   |
| Principal 4´   | Oktava 4´           | Principal 2´   | Borduna 8'         | III/P  |
| Rörflöjt 4´    | Täckflöjt 4'        | Oktava 1´      | Pommer 4'          | I/II   |
| Gemshorn 2'    | Oktava 2'           | Cymbel 2 chor  | Pedalmixtur 3 chor | III/II |
| Nasat 1 1/3'   | Sesquialtera 2 chor | Vox humana 8'  | Fagott 16'         |        |
| Scharf 3 chor  | Mixtur 3 chor       | Tremulant      | Trumpet 4'         |        |
| Rörskalmeja 8' | Dulcian 8'          |                |                    |        |
| Tremulant      |                     |                |                    |        |